# Akai MPC 3000
Das Akai MPC 3000 ist ein Hardwaresequenzer mit eingebautem Sampler. Es kam 1994 auf den Markt und war das letzte MIDI Production Center (MPC), das in Zusammenarbeit mit Roger Linn entstand.
Das Sampleformat des MPC 3000 ist 16 Bit/44,1 kHz linear. Zu den Besonderheiten des 3000er Modells zählen ein digitaler S/PDIF-Eingang, 10 Klinkenausgänge (6,3 mm) und 2 Midi-Eingänge sowie 4 Midi-Ausgänge. Außerdem besitzt das MPC 3000 eine SCSI-Schnittstelle zum Anschluss von externen Festplatten, Zip-Laufwerken und ähnlichen Speichermedien. Der Speicher des MPC 3000 kann auf bis zu 32 MB aufgerüstet werden. Die IB-CRT VGA Expansion erlaubt es, einen externen Monitor anzuschließen.
Ebenfalls existiert noch ein Sondermodell namens Akai MPC 3000LE. Dieses ist im Gegensatz zum normalen MPC 3000 schwarz lackiert und bereits ab Werk voll ausgestattet. Es erschien im Jahr 2000 und wurde auf eine Stückzahl von 2000 limitiert.
Das Akai MPC 3000 wird von vielen Produzenten geschätzt. Der Preis auf dem Gebrauchtmarkt beträgt momentan ungefähr 3000 Euro (2021).
Seit 2005 entwickelt das australische Unternehmen „Mansell-Labs“ ein erweitertes OS (Vailixi 3.5), welches das MPC um zahlreiche Möglichkeiten erweitert.
Verwendet von Brad Buxer und Rodney Jerkins bei den Michael Jackson Alben History und Invincible.